# Homo rudolfensis
Homo rudolfensis là một loài người hóa thạch được Bernard Ngeneo, một thành viên của đội khảo cổ do nhà nhân chủng học Richard Leakey và nhà động vật học Meave Leakey dẫn đầu vào năm 1972, phát hiện tại Koobi Fora tại phía đông hồ Rudolf (nay là hồ Turkana) ở Kenya. Danh pháp khoa học Pithecanthropus rudolfensis đã được V. P. Alekseyev đề xuất năm 1978. Sau đó nó được Bernard Wood đổi thành Homo rudolfensis, cho mẫu vật Sọ 1470 (KNM ER 1470). Sọ 1470 đã được ước tính có tuổi 1,9 triệu năm. Ngày 8 tháng 8 năm 2012, một đội khảo cổ do Meave Leakey dẫn đầu đã thông báo việc phát hiện ra một khuôn mặt và hai xương hàm thuộc H. rudolfensis.
Đó là bằng chứng cho thấy một giống người mới thuộc chi Homo đã sống cùng thời với người Homo erectus và Homo habilis. Homo rudolfensis có bộ não lớn hơn và khuôn mặt phẳng hơn Homo habilis.